# Ferula taucumica
Ferula taucumica là một loài thực vật có hoa trong họ Hoa tán. Loài này được Baitenov mô tả khoa học đầu tiên năm 1975.